# Ringabulina

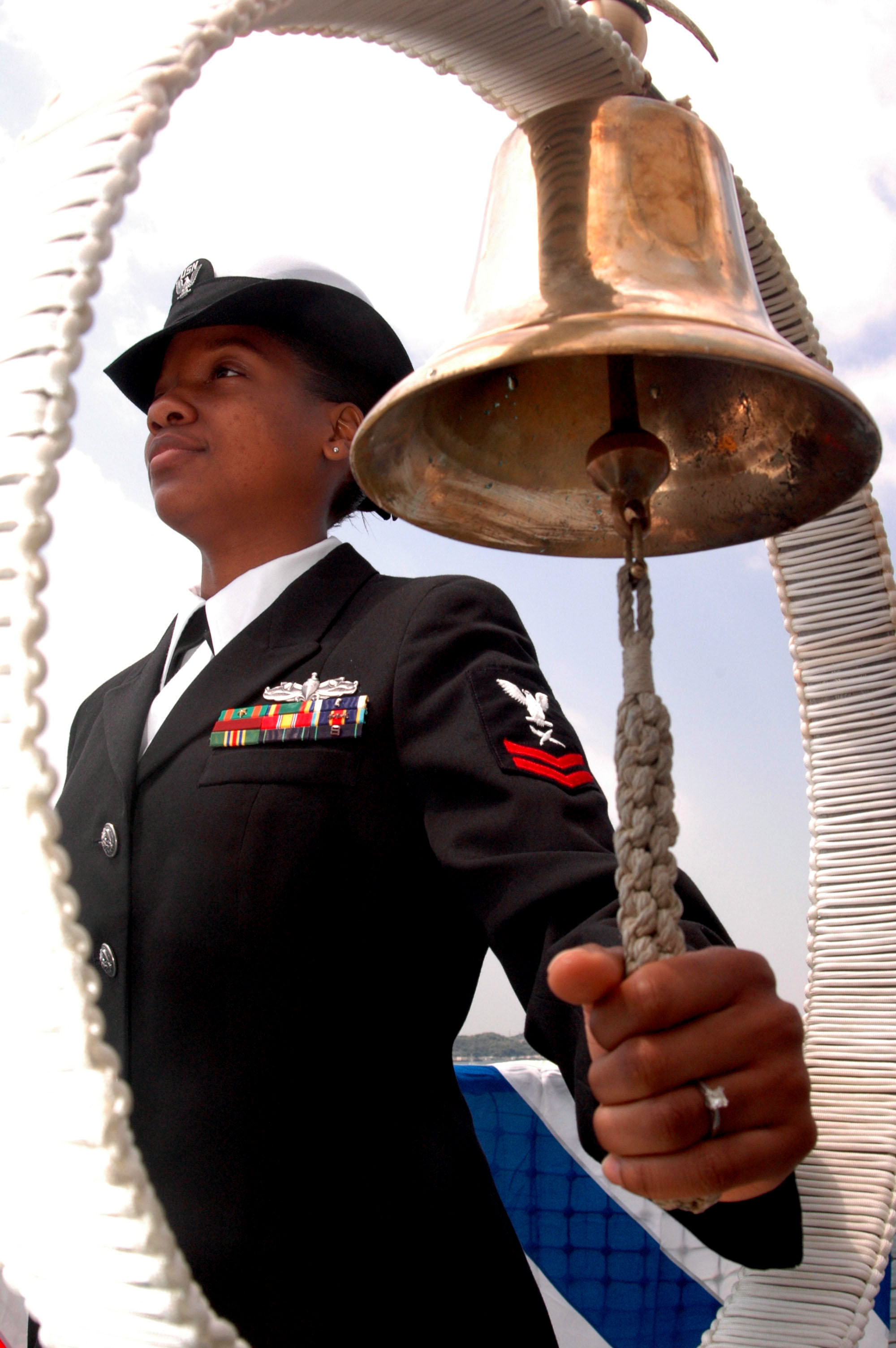
Dzwon okrętowy USS "Chancellorsville". Marynarz trzyma za ringabulinę

Ringabulina (z ang. Ring-a-bell-line, niegdyś spotykane było błędne spolszczenie ryndabulina) – lina umocowana do serca dzwonu okrętowego, umożliwiająca wybijanie szklanek lub bicie w dzwon w innych celach. Przeważnie ozdobnie zapleciona. Tradycyjnie nazywana jest najkrótszą liną w olinowaniu jednostek pływających, chociaż nie stanowi elementu takielunku.